# Milwaukee Bucks 2008-2009
La stagione 2008-09 dei Milwaukee Bucks fu la 41ª nella NBA per la franchigia.
I Milwaukee Bucks arrivarono quinti nella Central Division della Eastern Conference con un record di 34-48, non qualificandosi per i play-off.

## Roster
| N° | Naz.                   | Ruolo | Sportivo           | Anno | Alt. | Peso |
| -- | ---------------------- | ----- | ------------------ | ---- | ---- | ---- |
| 6  | Australia (bandiera)   | C     | Andrew Bogut       | 1984 | 213  | 111  |
| 7  | Stati Uniti (bandiera) | G     | Ramon Sessions     | 1986 | 191  | 86   |
| 8  | Stati Uniti (bandiera) | G     | Eddie Gill         | 1978 | 183  | 86   |
| 9  | Paesi Bassi (bandiera) | C     | Francisco Elson    | 1976 | 213  | 107  |
| 10 | Stati Uniti (bandiera) | GA    | Keith Bogans       | 1980 | 196  | 98   |
| 10 | Stati Uniti (bandiera) | G     | Tyronn Lue         | 1977 | 183  | 79   |
| 11 | Stati Uniti (bandiera) | A     | Joe Alexander      | 1986 | 203  | 104  |
| 12 | Camerun (bandiera)     | A     | Luc Mbah a Moute   | 1986 | 203  | 104  |
| 13 | Stati Uniti (bandiera) | G     | Luke Ridnour       | 1981 | 188  | 79   |
| 19 | Stati Uniti (bandiera) | G     | Damon Jones        | 1976 | 191  | 84   |
| 22 | Stati Uniti (bandiera) | G     | Michael Redd       | 1979 | 198  | 100  |
| 24 | Stati Uniti (bandiera) | A     | Richard Jefferson  | 1980 | 201  | 101  |
| 30 | Stati Uniti (bandiera) | A     | Malik Allen        | 1978 | 208  | 116  |
| 31 | Stati Uniti (bandiera) | A     | Charlie Villanueva | 1984 | 211  | 109  |
| 42 | Stati Uniti (bandiera) | G     | Charlie Bell       | 1979 | 191  | 91   |
| 44 | Stati Uniti (bandiera) | A     | Austin Croshere    | 1975 | 206  | 107  |
| 50 | Paesi Bassi (bandiera) | C     | Dan Gadzuric       | 1978 | 211  | 109  |

## Staff tecnico
- Allenatore: Scott Skiles
- Vice-allenatori: Jim Boylan, Adrian Griffin, Bill Peterson, Kelvin Sampson, Joe Wolf